# Reformismo civil moderado
El reformismo civil moderado (o también denominado formalidad democrática) es un período de la Historia republicana del Perú, compuesto por el segundo gobierno del presidente Manuel Prado Ugarteche (1956-1962) y del primer gobierno del presidente Fernando Belaúnde Terry (1963-1968).
Estos se caracterizaron por una notable expansión económica, desarrollo de la infraestructura nacional, de los servicios del Estado y del inicio de la migración de poblaciones indígenas de los Andes a Lima y a las principales ciudades del país. Estos hechos generaron a un proceso de urbanización al nivel nacional, con demandas sociales que el Estado no pudo atender dado un crecimiento moderado de la economía. El gobierno debió dar impulso a la inversión sin nacionalismos ni consignas pero bloqueó reformas.
Durante estos años, no existía la suficiente cantidad de inversión para generar suficientes puestos de trabajo, con la consecuente escasez de impuestos para solventar los gastos del Estado. Como los gobiernos no tenían disciplina fiscal, estos generaban una inflación promedio de 8 % anual. La revolución cubana, perpetrada por militantes comunistas, generó ilusiones y una creciente agitación social alentada por las carencias percibidas, sin identificar las causas de las mismas. Esta movilización genera el inicio político para nuevos rostros con la aparición en 1956 del Partido Demócrata Cristiano y Acción Popular, fundado por Fernando Belaúnde Terry, quien fue considerado de centro en su época, dado que incorporaba al pueblo en sus obras con el lema el pueblo lo hizo.

## Segundo gobierno de Manuel Prado
Manuel Prado Ugarteche sucedió al general Manuel Odría después de vencer a Fernando Belaúnde Terry en las elecciones de 1956, con el apoyo del APRA, que cedió en varias de sus demandas sociales luego del fracaso de las mismas, durante el gobierno de José Luis Bustamante y Rivero, al haber generado una inflación de 30,8% en 1948 (ocasionando el golpe de Estado de Odría para salvar el Perú). El desarrollo económico durante el régimen de Odría fue continuado por la eficiente política económica de Pedro Beltrán, director del diario La Prensa y ministro de Hacienda entre 1959 y 1961, demostrando que al Perú le va mejor con profesionales a cargo, que con luchadores sociales sin pergaminos en la administración. La Reforma Agraria ya estaba en discusión con el fin de masificar la producción agrícola mediante capacitación y racionalización de tierras, lo cual tenía diversos problemas sin resolver como la financiación. Esta demora se tomó equivocadamente como un boicot a la solución de las fuertes desigualdades sociales existentes, cuando la realidad indica que las cuentas fiscales no soportarían la cantidad de créditos y capacitación necesaria para ejecutar la reforma en el Perú. En sus inicios la Reforma Agraria no fue planificada como un regalo a los campesinos pobres, sino como el paso siguiente para lograr la multiplicación de la producción agraria en todo el Perú.

## Elecciones de 1962
En junio de 1962 tuvieron lugar las Elecciones Generales de 1962, tras una de las campañas más largas y agitadas de la historia peruana. Ninguno de los 3 contendores, Víctor Raúl Haya de la Torre, líder y fundador del APRA, Fernando Belaúnde Terry de Acción Popular y el general Manuel Odría pudieron sobrepasar el tercio de los votos.
Los rumores de fraude en las elecciones de 1962 renovó los temores de caos social ocurridos en 1948 y las Fuerzas Armadas del Perú dieron el primer golpe de Estado institucional de su historia, evidenciando lo profundo de la debacle originada durante el gobierno de Bustamante y Rivero y que nadie quería volver a vivir. La inflación durante el gobierno de Bustamante y Rivero en 1948 había llegado a 30.8%.

## Junta militar
El 17 de julio de 1962, a dos semanas del cambio de mando, se formó un gobierno colegiado integrado por el presidente del comando conjunto y los comandantes generales de las Fuerzas Armadas: Ricardo Pérez Godoy y Nicolás Lindley López, teniente general FAP Pedro Vargas Prada, y vicealmirante Juan Francisco Torres Matos. Se dio las bases de la ley de Reforma Agraria, dejando claro que la Reforma Agraria estaba en marcha para incrementar la producción agraria y desarrollar el Perú, evitar explosiones sociales que ya estaban ocurriendo en haciendas del interior del país alentados por la ideología tipo revolución cubana, sin pensar en la necesidad de financiamiento y quiebra futura sin capacitación que podría ocurrir. Por tanto, la Reforma Agraria estaba destinada a capacitar e incrementar productividad con su repartición bajo condiciones óptimas y no sólo una simple expropiación sin retribución. No era una consigna de "reivindicación social" ni revolucionaria y todos la entendían como una democratización de la tierra, pero no se llevó a cabo al carecer de financiamiento para la capacitación correspondiente. Antes del año la junta reemplazó al general Pérez Godoy por el general Lindley. Se caracterizó además de convocar inmediatamente a elecciones, por ser el primer caso de un gobierno institucional de las Fuerzas Armadas.

## Primer gobierno de Fernando Belaúnde
El régimen de Belaúnde Terry se caracterizó por su reformismo, con importantes iniciativas como un proyecto de Reforma agraria, que fue bloqueado por la sorpresiva alianza en el congreso formada por el APRA y los seguidores conservadores de Odría quienes veían posible un déficit fiscal más pronunciado y mayor inflación como riesgo para el futuro del Perú. Al no conocerse el sustento fiscal para capacitar a los nuevos dueños y financiar los nuevos emprendimientos agrarios el proyecto se detuvo.
Las reformas no maduraron dada la falta de continuidad de los ministros. La alianza APRA-UNO censuró 11 gabinetes ministeriales (un promedio de 6 meses por ministro). Esto dio como resultado el freno a las reformas y el estancamiento productivo, que contrastaba con el incremento de las demandas sociales en agua, desagüe, comunicaciones y demás, dada la incesante migración verificada desde 1950 y la bonanza vivida con el gobierno de Odría. 
La inestabilidad política junto al bloqueo de reformas desde el Congreso, frenó la velocidad de las inversiones en el Perú. Con menos impulso pero aún creciendo la inflación se hizo presente en 1965. Este proceso terminó en protestas y acciones guerrilleras en el departamento del Cuzco entre 1964 y 1965. La falta de recursos se hacía evidente con la inflación de 16% en 1965 y 19% en 1968. Los boicots de la alianza APRA-UNO generaron una retraso en la actividad de inversión y ocasionando un déficit presupuestal que pensaban sería beneficioso para la futura campaña presidencial, sin imaginar que generaban el sustento para el golpe de Estado de Juan Velasco Alvarado en 1968.
Durante el gobierno de Belaúnde se realizaron numerosas obras públicas como centrales hidroeléctricas, carreteras, proyectos de regadío, aeropuertos (se inauguró en 1965 el Aeropuerto Internacional Jorge Chávez, uno de los mayores de Sudamérica), viviendas multifamiliares, colegios y hospitales. Se fomentó el desarrollo de la educación, la salud y la banca estatal, pero la migración recién mostraba las necesidades crecientes y la producción no generaba la recaudación suficiente para desarrollar todo el Perú.
En resumen la ambición política de algunos actores jugó en contra del gobierno de Fernando Belaúnde y del Perú, al promover el desgobierno y alentar un golpe de Estado. Para muchos el Perú sí poseía los recursos pero no se utilizaban en beneficio del pueblo, lo cual fue un error de razonamiento fatídico que amenazó el crecimiento del Perú al interferir con la iniciativa personal. 
La insatisfacción generada por la inflación en 1968 y los bloqueos a las reformas belaundistas en el Congreso dieron los frutos que el APRA-UNO esperaba, pero no imaginaron que estaban alimentando las ideologías extremistas que deseaban tomar el poder con una revolución, al estilo de Sendero Luminoso, agravando los reclamos sindicales, frenando la inversión, todo lo cual llevó a la inflación y un golpe de Estado del general Juan Velasco Alvarado, el 3 de octubre de 1968. 

### Crisis del Belaundismo
Las reservas internacionales del Perú entre 1962 y 1968 promediaban 140 millones de dólares, fluctuando. Las exportaciones subieron desde 555,1 millones de dólares hasta 839,8 millones de dólares, dando una idea del crecimiento del PBI en el Perú, mientras la inflación y el freno a las reformas impedía la atención de todas las carencias sociales. Lo cual indica que no debe truncarse un proceso de crecimiento sólo porque en una etapa existan carencias. Las organizaciones sindicales fueron infiltradas por ideologías políticas extranjeras que tenían como eje el enfrentamiento a la inversión privada, en lugar de conciliar mejoras productivas sólo planteaban mejoras salariales a todo nivel. Este enfrentamiento frenó la creación de empresas y el estancamiento de la recaudación estatal. Las mayores exigencias de gasto y la obligada emisión inorgánica (fabricación de dinero en exceso) generó la inflación y devaluación monetaria llegó en 1967, y poco tiempo después se agudizaron los reclamos salariales (debido a una inflación producida por frenar la inversión, dada la inestabilidad). En el campo, las carencias presupuestales en seguridad e inteligencia policial permitió la ilegal toma de tierras por parte de personajes radicales y románticos imitadores de Fidel Castro y otros comunistas en el mundo. El gobierno fue desbordado debido al gran tamaño del territorio nacional, por la labor de demolición continua de la alianza APRA-UNO y por las organizaciones radicales infiltradas en el aparato productivo, quienes frenaban la creación de más empresas con enfrentamientos ideológicos. Al parecer sólo faltaba un detonante para que los militares pusieran orden, tal y como lo había realizado Odría luego de la debacle del gobierno protagonizado por la dupla Bustamante y Rivero aliado con el APRA en 1948 (que dejó inflación de 30,8% cuando la media era de 6%).
El Acta de Talara fue el convenio firmado entre el gobierno y la International Petroleum Company, mediante el cual el Perú recuperaba los yacimientos de La Brea y Pariñas y las instalaciones de Talara sin pago de por medio, pero la refinería quedaba a cargo de la trasnacional por varios años. El contrato tuvo la anuencia de todos los partidos políticos, pero poco antes de implementarse Carlos Loret de Mola, a la sazón director de la empresa petrolera fiscal, denuncia que la última página del contrato, la afamada "Página 11", había desaparecido, y que en ella estaban consignadas las cifras de importancia que resumían el convenio. Esta acusación fue la excusa perfecta para el golpe de Estado de Velasco Alvarado, en su creencia que el estatismo podía realizar las cosas de mejor manera, con lo cual acabó el régimen de Acción Popular.
Al parecer la IPC solicitaba 70 años de exploración y explotación del petróleo en el Perú, al igual que el contrato Grace solicitó la administración de los trenes en el Perú por 70 años, con la diferencia que a los ingleses sí les debíamos millones de libras esterlinas acumulados en intereses desde 1821, acumulando intereses por los préstamos solicitados por Bolívar y San Martín destinados a facilitar la organización del Estado Peruano en sus inicios. El resultado de los planes políticos desestabilizadores desde el Congreso y la agenda violentista de los partidos radicales de izquierda que buscaban la revolución armada terrorista, fueron la verdadera causa de la Revolución de las Fuerzas Armadas, pero no tuvieron los filósofos suficientes para orientar el gobierno militar.

## Aspectos sociales y económicos

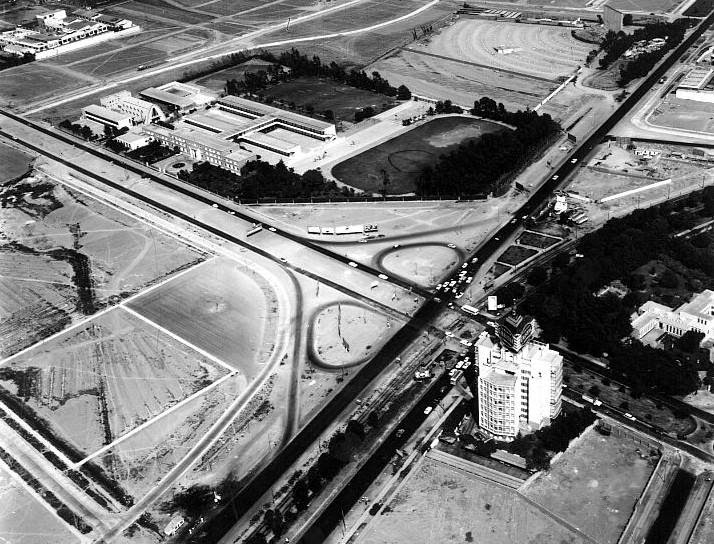
Vista aérea del Edificio Limatambo y de la Avenida Javier Prado durante el Primer gobierno de Fernando Belaúnde Terry.

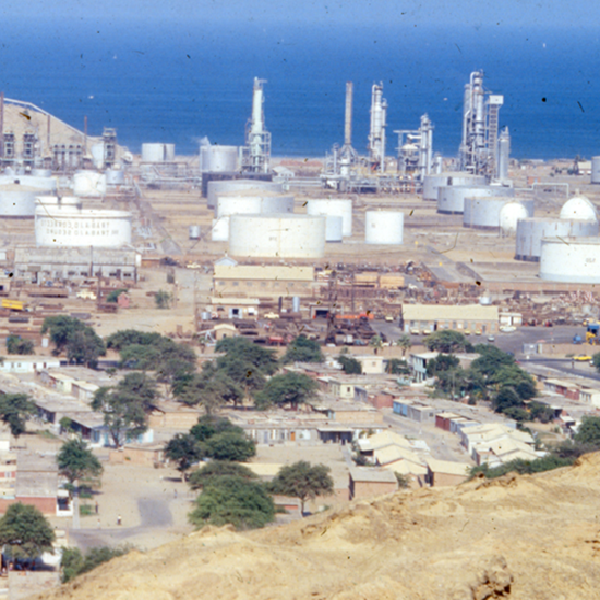
La International Petroleum Company en la ciudad de Talara, esta empresa se encargó de la elaboración de todos los derivados petrolíferos en La Brea y Pariñas durante el Reformismo Civil Moderado.

Las migraciones hacia las capitales dio lugar a la aparición de los primeros asentamientos humanos en la periferia urbana, hoy convertidos en pujantes distritos productivos gracias a la libertad de comercio, asociación y progreso generado desde la promulgación de la Constitución 1993. Pero en sus inicios el freno productivo del país ocasionado por la falta de inversión mantuvo a miles en extrema pobreza por varios años. Los migrantes y sus descendientes se convertirían en la población mayoritaria de las ciudades, lo que llevaría a cambios significativos en la cultura, aspecto urbano y convivencia social. Entre 1940 y 1972 la población urbana del Perú pasaría de ser poco más del 35% a ser el 60% de la población. Para producir se necesitan materiales y suministros que son más económicos si la fábrica está cerca de los puertos. Es por ese motivo que el crecimiento demográfico se concentraría en la costa, más aún si para comunicarse con la sierra se necesitaban miles de millones de dólares en carreteras para vencer la Cordillera de los Andes. La naturaleza destruía las carreteras nuevas lo cual haría inestable el suministro para fábricas que decidieran instalarse en la sierra o la selva cuando no existían carreteras suficientes y la recaudación estatal de impuestos que permitiera su mantenimiento. Esto impedía la colonización de la sierra y selva por parte de peruanos productivos que incrementaran el PBI y se generara más empleo y se evite la migración. Por este motivo la sierra y la selva del Perú tienen menor grado de  desarrollo. Fueron causas de selección natural y el enfrentamiento social ideológico con la inversión privada, alentado por Fidel Castro desde el extranjero. No fue un retraso productivo por alguna decisión mezquina de los grupos de poder sino geográfico. El crecimiento urbano de Lima (que pasó de 1 a 3 millones de habitantes entre 1950 y 1970) hizo patente que el Perú no producía la renta suficiente para atender a la población con necesidades básicas.
Esto hacía evidente que debía multiplicarse la inversión en nuevas fábricas y campos productivos agrarios, con las tierras que aún faltaban conquistar, y no simplemente apropiarse de las empresas que ya existían, lo cual no aumentaría la renta del país y se mantendrían las demandas sociales sin solucionar.
Los ingresos principales siempre han sido las exportaciones mineras, agroindustriales (azúcar y algodón) y pesqueras, pero la limitada inversión desde 1960 se debió al ingreso de la ideología de enfrentamiento con el capital de inversión promovida por Chavelo.
Esta escasez de inversión acumuló un déficit en la creación de nuevos puestos de trabajo. El proceso de industrialización fue limitado por falta de capital nacional y extranjero, que no deseaban arriesgarse en tiempos de enfrentamiento social contra la inversión privada, estando abierta la posibilidad de perder la inversión a manos de una estatización si triunfaba alguna revolución promovida por Fidel Castro. No se fomentó el crecimiento de la productividad y prosiguió la expansión urbana con las migraciones iniciadas desde 1950. 
Fue la construcción de la infraestructura y la mejora de los servicios del Estado desde que ingresó Odría (1948) hasta inicios de los años 60 lo que incrementó la migración al percibir las mejoras en las ciudades. Pero sin aumentar la producción resultó que las necesidades de agua, electricidad, desagüe y demás servicios cargó las cuentas del Estado. El aumento de sueldos de los funcionarios públicos y privados por causa del gasto del estado permitió la consolidación de una pequeña clase media que nunca se masificó debido al freno productivo debido a la inestabilidad política, que se deterioró desde que salió Odría hasta 1968. En Lima sobre todo se vivió un proceso de modernización urbana y de las condiciones de vida de la población, pero fue desbordada por la migración.
El desarrollo siempre es lento pero seguro mientras exista planificación nacional. Las distintas opciones políticas, desde el comunismo hasta el aprismo, sin planteamientos estratégicos sustentados no presentaron un objetivo de desarrollo a la vista y generó la inestabilidad que explotó en 1968, que en parte se solucionó con el golpe de Estado de Juan Velasco.
Este golpe de Estado no generó mayor productividad ni promovió la inversión en libertad, sino que inauguró un Estado macrocefálico controlista que redujo la productividad reduciendo la recaudación tributaria. Esta ineficiencia generó recelo en el inversionista y pronosticando un deterioro económico por varios años, con lo cual se redujo aún más la inversión. Con menor recaudación y mayores gastos sociales la inflación reduciría la capacidad adquisitiva con lo cual se inició el ciclo de fuga de capitales para proteger el trabajo de años anteriores (de 1968 a 1970 el Perú creció con la inercia de las ganancias de las empresas privadas nacionalizadas, y luego se creció un poco más debido a los créditos fáciles dados por los petrodólares de 1973). En ese tiempo el Perú exportaba petróleo gracias a la inversión privada y producción de la IPC. Este ciclo de bonanza fue decayendo cada año hasta caer en el déficit y alentar a los promotores del terrorismo. 
La Constitución de 1979 agravó la situación al sacramentar la existencia de las empresas públicas, ordenado por Francisco Morales Bermúdez, el APRA y la izquierda radical, debido a que todos ellos recibían prebendas del Estado y se adecuaba a sus ideologías intervencionistas. Esto produjo el recelo de la inversión y el estancamiento de la producción porque no se tenía confianza en la reducción de la inflación. 
La inversión es mayor mientras la inflación sea menor, y desde 1980 la inflación no bajaba de 50% anual. Al mantener el gasto excesivo de las empresas públicas la inflación tenía posibilidades de seguir subiendo y reducir la capacidad adquisitiva de la población, reducir las ventas y quebrar nuevos emprendimientos empresariales. Como esto frenaba la creación de empleo las condiciones de vida empeoraron alimentando las protestas sociales.
La Constitución de 1979 mantuvo los privilegios sindicales, de los empresarios, de la clase política y sindical, los cuales consiguieron privilegios sin reformar el estado. De esta manera se estancó el Perú entre 1974 hasta 1990 (incubado desde el golpe de Estado de 1968). Las exportaciones peruanas eran de alrededor de 3000 millones de dólares y tuvo un mínimo avance entre 1980 y 1990. El PBI a precios constantes creció 2% entre 1974 y 1990.
Las masas no tenían empleo dadas las exigencias políticas de izquierda radical que enfrentaban a la inversión privada, mientras las empresas públicas absorbían la recaudación fiscal sin dar buenos servicios ni construir obras suficientes, generando inflación y fuga de capitales. 
Las crecientes aspiraciones populares no fueron atendidas por la quiebra del Estado Peruano. Si todo el freno a la inversión fue ocasionado por la inflación y el Perú estaba en crisis económicas, entonces la solución en 1990 sólo podía pasar por evitar el gasto excesivo provocado por las pérdidas de las empresas estatales, pero el boicot a las reformas de 1991 (130 decretos de urgencia llegados al congreso a fin de año) desembocaron en el golpe de Estado de Alberto Fujimori en 1992, de la misma forma que ocurrió con Odría en 1948.
El golpe de Estado de Juan Velasco Alvarado, quien llevó a cabo diversas reformas, habría comenzado con medidas que no se aplicaron debido a sus tintes autoritarios. Si bien no lograron erradicar la pobreza, sí consiguieron disminuir la discriminación y la exclusión que sufrían las mayorías a cambio de dejar un país con inflación y un aparato productivo obsoleto. Esta justicia social generó un proteccionismo que impidió la inversión en nueva maquinaria. Para el año 1990, la mayoría de las fábricas peruanas tenía maquinaria de 1966, 1974 y 1981, justo antes de las crisis inflacionistas. El fracaso de las reformas daría comienzo a una corriente de la izquierda que antepondría la libertad económica a lo social.
| Predecesor: Ochenio de Manuel Odría | Historia republicana del Perú 1956 - 1968 | Sucesor: Reformismo militar radical |